# Canottaggio ai Giochi della II Olimpiade - Quattro con maschile
La gara di quattro con maschile di canottaggio della II Olimpiade si tenne il 25, il 26 e il 27 agosto 1900. Erano previste due finali.

## Semifinali
Hanno partecipato alle semifinali 10 equipaggi: i primi di ogni semifinale si qualificarono per la seconda finale mentre gli altri tre migliori tempi andarono nella prima finale.
- 25 agosto 1900

Semifinale 1
| Pos. | Nazione  | Atleti                                                                                | Tempo  |
| ---- | -------- | ------------------------------------------------------------------------------------- | ------ |
| 1    | Germania | Ernst Felle, Otto Fickeisen, Carl Lehle, Hermann Wilker e Franz Kröwerath             | 6'14"0 |
| 2    | Spagna   | Juan Camps Mas, José Fórmica-Corsi, Ricardo Margarit, Orestes Quintana e Antonio Vela | 6'38"4 |
| 3    | Francia  | René Beslaud, Léon Deslinières, Peyronnie, Saurel e timoniere sconosciuto             | 6'40"0 |

Semifinale 2
| Pos. | Nazione     | Atleti                                                                                 | Tempo  |
| ---- | ----------- | -------------------------------------------------------------------------------------- | ------ |
| 1    | Paesi Bassi | Coenraad Hiebendaal, Geert Lotsij, Paul Lotsij, Johannes Terwogt e Hermanus Brockmann  | 6'02"0 |
| 2    | Francia     | Georges Lumpp, Charles Perrin, Daniel Soubeyran, Émile Wegelin e timoniere sconosciuto | 6'06"2 |
| -    | Francia     | Paul Cocuet, Jules Demaré, Clément Dorlia, René Waleff e timoniere sconosciuto         | DNF    |

Semifinale 3
| Pos. | Nazione  | Atleti                                                                            | Tempo  |
| ---- | -------- | --------------------------------------------------------------------------------- | ------ |
| 1    | Germania | Gustav Goßler, Oskar Goßler, Walther Katzenstein, Waldemar Tietgens e Carl Goßler | 5'56"2 |
| 2    | Francia  | Henri Bouckaert, Jean Cau, Émile Delchambre, Henri Hazebrouck e Charlot           | 5'59"0 |
| 3    | Germania | Wilhelm Carstens, Julius Körner, Adolf Möller, Hugo Rüster e Gustav-Adolf Moths   | 6'03"0 |
| 4    | Francia  | Angot, Henri Delabarre, Robert Gelée, Maison e timoniere sconosciuto              | 6'20"0 |

## Finali

### Finale A
- 26 agosto 1900

| Posizione | Nazione  | Atleti                                                                                 | Tempo  |
| --------- | -------- | -------------------------------------------------------------------------------------- | ------ |
|           | Francia  | Henri Bouckaert, Jean Cau, Émile Delchambre, Henri Hazebrouck e Charlot                | 7'11"0 |
|           | Francia  | Georges Lumpp, Charles Perrin, Daniel Soubeyran, Émile Wegelin e timoniere sconosciuto | 7'18"0 |
|           | Germania | Wilhelm Carstens, Julius Körner, Adolf Möller, Hugo Rüster e Max Ammermann             | 7'18"2 |

### Finale B
- 27 agosto 1900

| Posizione | Nazione     | Atleti                                                                                | Tempo  |
| --------- | ----------- | ------------------------------------------------------------------------------------- | ------ |
|           | Germania    | Gustav Goßler, Oskar Goßler, Walther Katzenstein, Waldemar Tietgens e Carl Goßler     | 5'59"0 |
|           | Paesi Bassi | Coenraad Hiebendaal, Geert Lotsij, Paul Lotsij, Johannes Terwogt e Hermanus Brockmann | 6'03"0 |
|           | Germania    | Ernst Felle, Otto Fickeisen, Carl Lehle, Hermann Wilker e Franz Kröwerath             | 6'05"0 |